# Mihai Bravu, Tulcea
Mihai Bravu là một xã thuộc hạt Tulcea, România. Dân số thời điểm năm 2002 là 2679 người.